# Kuala Krai
Kuala Krai (en malayo: Kuala Krai) es una localidad de Malasia, en el estado de Kelantan.
Se encuentra a 34 m sobre el nivel del mar. 

## Demografía
Según estimación 2010 contaba con 19153 habitantes.